# Pterostichus praetermissus
Pterostichus praetermissus är en skalbaggsart som beskrevs av Maximilien de Chaudoir. Pterostichus praetermissus ingår i släktet Pterostichus och familjen jordlöpare. Inga underarter finns listade i Catalogue of Life.